# Nebojša Golić
Nebojša Golić, né le 23 janvier 1977 à Banja Luka en Yougoslavie (aujourd'hui en Bosnie-Herzégovine), est un ancien handballeur serbe ou bosnien. Il est le cousin d'Andrej Golić, ancien international français.

## Biographie
Nebojša Golić commence sa carrière dans le club historique du RK Borac Banja Luka. En 1997, il prend la direction du Metaloplastika Šabac avant de rejoindre le RK Sintelon Bačka Palanka,.
Au championnat du monde 1999, il affronte avec l'Équipe de république fédérale de Yougoslavie la France où évolue son cousin Andrej Golić : si la France s'impose 26 à 23, c'est la RF Yougoslavie qui remportera finalement la médaille de bronze.
En 2001, il prend la direction du meilleur championnat du monde en évoluant pour le club allemand du HSG Wetzlar. Il y passe 6 saisons avant de retrouver, dix ans après l'avoir quitté, le RK Borac Banja Luka. Il n'y reste toutefois qu'une saison puisqu'il rejoint ensuite le RK Bosna Sarajevo où il termine sa carrière en 2013.

## Palmarès

### Club
Compétitions nationales
- Championnat de Bosnie-Herzégovine (3) : 2009, 2010, 2011
- Coupe de Bosnie-Herzégovine (2) : 2009, 2010

### Équipe nationale
Jeux olympiques
- 4e aux Jeux olympiques de 2000 à Sydney en  Australie

Championnats du monde
- Médaillé de bronze au Championnat du monde de 1999[3]
- Médaillé de bronze au Championnat du monde 2001[5]

### Récompenses individuelles
- 7e meilleur buteur du Championnat d'Allemagne 2004-2005